# False Cape Mount
False Cape Mount är en udde i Liberia.   Den ligger i regionen Grand Cape Mount County, i den västra delen av landet, 80 km nordväst om huvudstaden Monrovia.
Terrängen inåt land är platt åt nordost, men norrut är den kuperad. Havet är nära False Cape Mount åt sydväst.  Närmaste större samhälle är Robertsport, 6,2 km norr om False Cape Mount. 